# Pazzo di te (film 1989)
Pazzo di te (Mad About You) è un film statunitense del 1989 diretto da Lorenzo Doumani.

## Trama
Cassandra, detta "Casey", é una giovane ricca ereditiera che, divisa tra un aitante giocatore di football ed un rampollo di una ricca famiglia, conosce un musicista rock che durante il tempo libero lavora come cameriere in un ristorante. I due simpatizzano e la ragazza comincia a frequentare il locale dove lui suona con la sua band. I due si innamorano, ma il padre di lei non ne vuole sapere e la costringe a frequentare altri giovani della sua stessa estrazione sociale...ma l'amore trionferà.